# Jeanne Gerville-Réache
Jeanne Gerville-Réache (geboren 26. März 1882 in Orthez; gestorben 5. Januar 1915 in New York City) war eine französische Opernsängerin in der Stimmlage Alt. 

## Leben

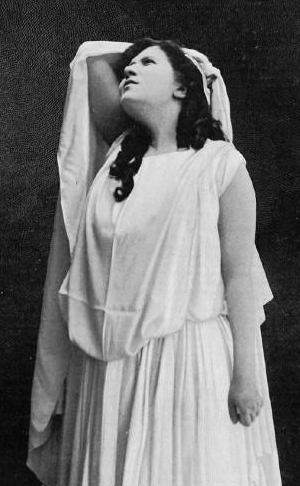
Jeanne Gerville-Réache (1903)

Jeanne Gerville-Réache war eine Tochter des Gaston Gerville-Réache (1854–1908), Gouverneur der Kolonie Französische Antillen. Ihre Mutter war Spanierin. Sie wuchs auf Martinique auf, kam mit fünfzehn Jahren nach Paris, erhielt Gesangsunterricht bei Rosine Laborde und Emma Calvé und schloss die Ausbildung bei Pauline Viardot-Garcia ab. 1899 erfolgte ihr Debüt an der Opéra-Comique Paris als Orpheus in Glucks Orfeo ed Euridice. 1900 sang sie die Cathérine in der Uraufführung von Camille Erlangers Le Juif polonais. Am 30. April 1902 sang sie die Geneviève in der Uraufführung von Debussys Pelléas et Mélisande. Nach einer Auseinandersetzung mit dem Direktor des Hauses verließ sie 1902 die Opéra-Comique und ging 1903 an das Théâtre de la Monnaie in Brüssel. 
1905 gastierte sie als Orpheus in Londons Covent Garden. 1907 kam sie erstmals an das Manhattan Opera House New York und sang dort 1908 die Geneviève in der amerikanischen Premiere von Pelléas et Mélisande. Im Jahr 1909 sang sie in der italienischen Fassung von De Herbergprinses von Jan Blockx und 1910 die Klytämnestra in Elektra von Richard Strauss. Zwischen 1910 und 1912 sang sie bei der Chicago-Philadelphia Opera Company unter anderem die Carmen, die Dalila in Samson et Dalila Saint-Saëns, die Brangäne im Tristan und Isolde und die Fricka in der Walküre. Sie gastierte an der Oper von Boston, 1913/14 war sie bei der Canadian National Grand Opera in Montreal tätig. 
Im Jahr 1910 heiratete sie den Direktor des New Yorker Pasteur-Instituts Georges Ribier Rambaud, sie hatten zwei Söhne. Sie starb an einer Lebensmittelvergiftung.

## Aufnahmen (Auswahl)
- Jeanne Gerville-Réache: the complete recordings, 1909–1913. Wadhurst, E. Sussex, England : Opal, 1994, Musik-CD